# Regolamento edilizio
Un regolamento edilizio è lo strumento normativo e non urbanistico che perciò norma a livello comunale le modalità costruttive della edificazione, garantendo il rispetto delle normative tecnico-estetiche, igienico-sanitarie, di sicurezza e vivibilità degli immobili e delle pertinenze degli stessi.

## Le origini
La regolamentazione degli aspetti urbanistico-edilizi, in Italia, è storicamente ricondotta a due strumenti tra loro complementari: il regolamento edilizio (che derivava dai preesistenti regolamenti d'ornato di epoca pre-unitaria) e le norme tecniche d'attuazione del piano regolatore generale. Con l'art. 33 della legge 17 agosto 1942, n. 1150 (legge urbanistica) furono definiti i contenuti e le regole di integrazione con il P.R.G.. Oggi il regolamento edilizio è disciplinato, in via ordinaria, dall'art. 4 del DPR 380/2001.

## Caratteristiche
È uno strumento "tecnico" nel senso che si limita a disciplinare gli aspetti tecnico-estetici, igienico-sanitari, di sicurezza e vivibilità degli immobili e delle loro pertinenze.
Il regolamento edilizio, in particolare, definisce i parametri edilizi ed il loro criterio di misurazione, le regole per la presentazione delle istanze di permesso di costruire o per il deposito della denuncia di inizio attività, quelle per la composizione ed il funzionamento della commissione edilizia, ecc.
È quindi uno strumento che si integra con il Piano regolatore o il Piano strutturale comunale i quali si occupano invece degli aspetti previsionali (destinazioni d'uso ammesse, volumetrie consentite, ecc.), poiché definisce i parametri tecnici con i quali concretizzare tali previsioni.
Con l'evolversi della disciplina urbanistica, però, si assiste oggi ad un progressivo passaggio delle regole "tecniche" del regolamento edilizio alle norme di attuazione del regolamento urbanistico (o del P.r.g.) tanto che il primo, in molti casi, è rimasto essenzialmente un compendio di regole procedurali.
Il trasferimento della materia urbanistica alle Regioni, inoltre, ha prodotto una variata articolazione di questi strumenti che presentano sostanziali differenze, anche dal punto di vista terminologico.

## Contenuti
Tra i parametri definiti dal regolamento edilizio (quando non direttamente contenuti nel regolamento urbanistico o nel P.r.g.), si ricordano, non esaustivamente, i seguenti:
- Distanza tra i fabbricati
- Altezza dei fabbricati
- Superficie utile (SU)
- Superficie finestrata (rapporti aero-illuminanti)
- Dimensione minima dell'unità immobiliare
- Superficie lorda di pavimento (Slp)
- Altezza dei vani abitabili
- Dimensione minima dei vani abitabili
- Disciplina e composizione della commissione edilizia
- Documentazione ed elaborati grafici necessari al rilascio di un permesso di costruire
- Documentazione ed elaborati grafici necessari al rilascio di una DIA
- Dimensioni minime e massime di Garage, soffitti.

## Formazione
Le amministrazioni comunali hanno piena discrezionalità nella formazione che è limitata solo da specifiche norme statali e regionali che dettano i principi generali formativi. Il regolamento edilizio è obbligatorio per tutti i Comuni, come dispone l'art. 33 della Legge n.1150/42. Nonostante ciò, alcuni piccoli comuni sono tuttora sprovvisti di Piano Regolatore Generale e/o Regolamento Edilizio (ad esempio in Campania essi operano con la Legge Regionale n.17 del 20/03/1982 che disciplina alcuni indici urbanistici basandosi soltanto sulla perimetrazione dei centri abitati ex lege 765/67 art. 17).
Il regolamento edilizio può essere modificato (varianti) o integralmente rinnovato a seconda delle esigenze dell'amministrazione. Nel secondo caso è soggetto ad approvazione come se fosse redatto ex novo.

## Approvazione
Il progetto di regolamento edilizio viene adottato con Delibera di Consiglio Comunale e depositato presso la Segreteria del medesimo Comune; entro 30 giorni dal deposito, è possibile presentare osservazioni, che possono essere approvate o respinte dal C.C.; successivamente il R.E. è trasmesso alla Regione. 
Soltanto dopo l'approvazione regionale e la pubblicazione su Bollettino Ufficiale della Regione, il regolamento diventa vigente a tutti gli effetti. Al Regolamento Edilizio non si applica il più complesso iter in essere per la formazione ed approvazione dei Piani urbanistici. (vedi R.U.E.C, L.R. 16/2004, art.28)

## Altri regolamenti
La definizione di aspetti specifici delle previsioni urbanistiche sono demandati, oltre che al regolamento edilizio, anche ad altre regolamentazioni tra le quali, ad esempio:
- Regolamento acustico
- Regolamento del verde

## Applicazione
L'organo che verifica che il regolamento venga rispettato è l'Ispettorato edilizio del comune.

## Riferimenti normativi
- Art. 4 del DPR 6 giugno 2001, n. 380 (Testo unico delle disposizioni legislative e regolamentari in materia edilizia);
- Artt. 29-36 della Legge 17 agosto 1942, n. 1150 (Legge urbanistica)
- Regolamento edilizio tipo, come previsto dall'art. 4, comma 1-sexies del DPR 380/2001